# 哈纳麦特
哈纳麦特是位于土耳其埃尔祖鲁姆省帕辛勒区的一个马哈勒（社区）。它距離距埃尔祖鲁姆省行政中心有68公里，距帕辛勒区行政中心31公里。2011年時當地人口为74人。